# All-Ireland Senior Hurling Championship 1917
L'All-Ireland Senior Football Championship 1917 fu l'edizione numero 31 del principale torneo di hurling irlandese. Dublino batté Tipperary in finale, ottenendo il secondo titolo della sua storia.

## Formato
Si tennero solo i campionati provinciali di Leinster e Munster, i cui vincitori si sarebbero incontrati nella finalissima All-Ireland.

## Torneo
All-Ireland Senior Hurling Championship
| Dublino 28 ottobre 1917 Finale | Dublin | 5-4 – 4-2 | Tipperary | Croke Park |